# Dorothy Carless

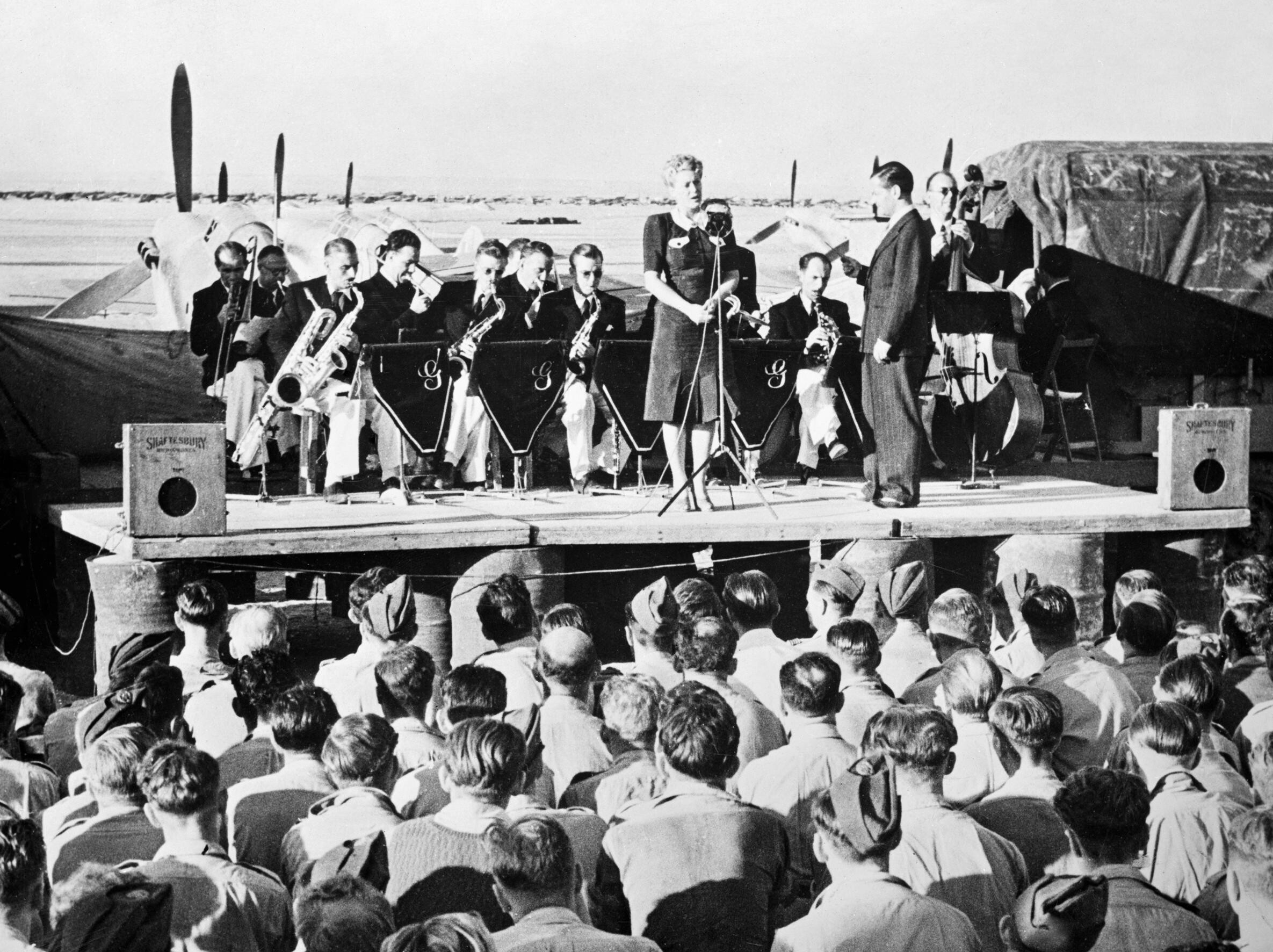
Dorothy Carless mit Geraldo und seinem Orchester (1943)

Dorothy Mary Alice Carless (* 30. Dezember 1916 in West Ham, London; † 18. Oktober 2012 in Cambria) war eine britische Jazz- und Popmusikerin (Gesang, Piano) und Schauspielerin.

## Leben und Wirken
Carless stammte aus einer musikalischen Familie; die Sängerinnen Pearl Carr und Carole Carr sind ihre jüngeren Schwestern. Sie studierte intensiv klassische Musik und war bereits als Jugendliche eine hervorragende Pianistin. Mit 17 Jahren begeisterte sie sich jedoch für den Jazz. Im Jahr 1937 spielte sie bei Bandleader Ray Noble vor, der ihr jedoch empfahl, zu singen, anstatt Klavier zu spielen. Dann gehörte sie zu anderen Bands wie denen von Ambrose und Harry Roy und von 1940 bis 1947 zum Orchester von Geraldo.
Als Carless während des Zweiten Weltkriegs als Pianistin und Sängerin für die BBC arbeitete, war sie national bekannt. 1953 zog sie nach Kalifornien, wo sie in Nachtclubs und in zahlreichen Radio- und Fernsehsendungen auftrat. 1953 erschien ihr erstes Album, Sings Informally 4 Songs by Harold Arlen and 4 Songs by Kurt Weill. Dann erhielt sie einen Vertrag bei Hifi Records, wo sie zunächst das Album Mixed Emotions (1956) veröffentlichte. Kurz darauf folgte mit dem Trio von Barney Kessel ihr Album The Carless Torch, das 2020 wiederveröffentlicht wurde. Weiterhin erschienen zahlreiche Kompilationen mit ihren Aufnahmen.
Als Schauspielerin trat sie in der Fernsehserie Emney Enterprises (1954) und den Spielfilmen Here’s Edie (1963) und The Heart of Me (2002) auf. Zeitweilig war sie mit Eugene Pini verheiratet.